# اداره اطلاعات و مبارزه با تروریسم
اداره اطلاعات و مبارزه با تروریسم بنگلادش (انگلیسی: Counter Terrorism and Intelligence Bureau) (که بیشتر با عنوان CTIB شناخته می‌شود) یک واحد اطلاعاتی و نیروی نخبه از اداره کل نیروهای اطلاعاتی (DGFI) (بخش اطلاعات ارتش‌های خارجی) است که توسط سی آی ای و دیگر نیروهای ویژه در سایر کشورهای جهان آموزش دیده‌است. وظیفه این واحد مبارزه با تروریسم، جمع‌آوری اطلاعات در مورد هر تهدید داخلی یا خارجی در بنگلادش و مقابله با آن می‌باشد. از زمان شکل‌گیری اداره اطلاعات و مبارزه با تروریسم (CTIB) در سال ۲۰۰۶، فعالیت‌های تروریستی در بنگلادش کاهش یافته‌است.

## سازماندهی
اداره اطلاعات و مبارزه با تروریسم توسط یک مدیر اداره می‌شود که به اداره کل نیروهای اطلاعاتی (DGFI) گزارش می‌دهد. در حال حاضر، اداره اطلاعات و مبارزه با تروریسم توسط سرتیپ متیور رحمان سرپرستی می‌شود. در ۲۲ اکتبر ۲۰۱۳  ایالات متحده آمریکا و بنگلادش برای ارتقاء همکاری‌های دوجانبه یک طرح همکاری برای مبارزه با تروریسم را امضا کردند.

## وظایف

### وظایف اولیه
- مبارزه با تروریسم
- جمع‌آوری اطلاعات
- جنگ غیر متعارف
- شناسایی ویژه

### نقش‌های دیگر
- مبارزه با تکثیر
- نجات گروگان
- ماموریت‌های بشردوستانه
- دفاع داخلی

## آموزش
اداره اطلاعات و مبارزه با تروریسم دارای آموزش مشترک با اداره کل نیروهای اطلاعاتی (DGFI) و نیروهای ویژه (ارتش ایالات متحده آمریکا) است.